# Base aérienne 914 Romilly
La Base aérienne 914 Romilly était une base de l'Armée de l'air, située sur le territoire de la commune de Romilly-sur-Seine et de Maizières-la-Grande-Paroisse dans l'Aube.

## Histoire

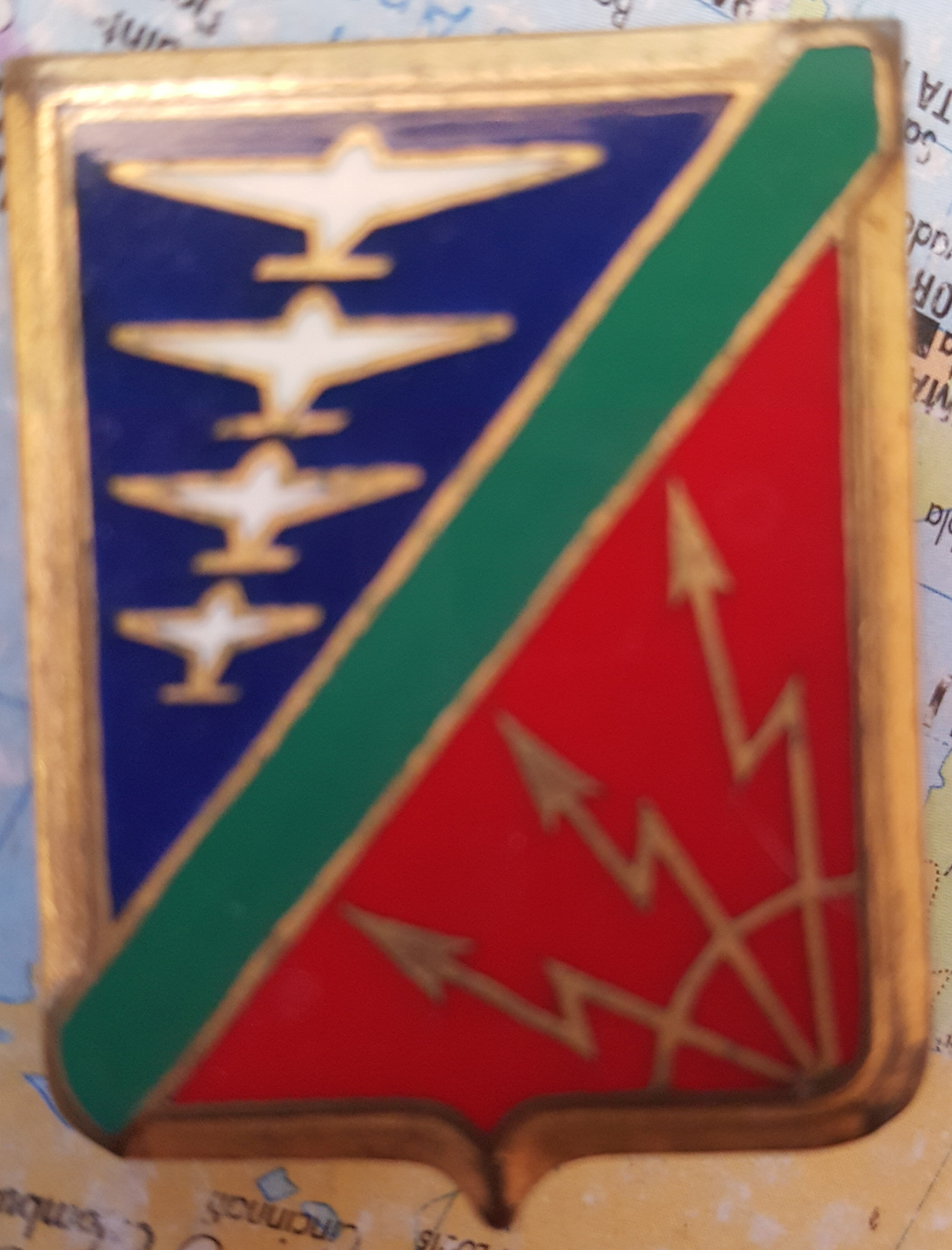
Insigne de la BA914 à épingler sur la tenue militaire.

La base a porté successivement les désignations suivantes :
- Base aérienne 781 des années 1930 jusqu'au 01/01/1954
- Base aérienne 105 du 01/01/1954 au 30/09/1961
- Base aérienne 914 du 30/09/1961 à la dissolution en 1995

## L'ancienne base aérienne, de nos jours
L'emprise de la base a été transformée en une vaste zone commerciale de 29 000 m2 de surface de vente